# 淋巴球功能性抗原1
淋巴球功能性抗原1（英文：Lymphocyte function-associated antigen 1, LFA-1）是淋巴球上的細胞黏附分子，屬於黏附分子中整合素（integrin）超家族。 LFA-1對淋巴球的遷移很重要，能幫助淋巴球離開血流並進入組織。LFA-1亦能幫忙減緩中性球的流速好讓表皮細胞能抓住他們。 此外，LFA-1也參與细胞毒性T细胞的胞殺過程、粒细胞與单核细胞的抗體調節胞殺作用。自2007年起，已經發現了LFA-1的6個配體：ICAM-1、ICAM-2、ICAM-3、ICAM-4、ICAM-5和JAM-A 。最近顯示LFA-1與ICAM-1的互動能刺激T細胞分化的傳訊途徑。

## 結構
LFA-1的結構是兩個非共價鍵結合的次單體組成的異二聚體醣蛋白。LFA-1的兩個次單體分別是α次單體與β次單體，α次單體一開始被命名為aL（在1983年時），又名CD11a，β次單體則另稱B2或CD18，B2存在於所有整合黏附素中。所以LFA-1又稱CD11aCD18。ICAM的結合位在α次單體上的I-蛋白質域。因為I-蛋白質域上有雙價陽離子，所以這個特定結合位通常被稱作金屬離子依賴型黏附區（metal-ion dependent adhesion site, MIDAS）。

## 活化
在非活化狀態下，LFA-1呈現彎曲狀構型，對ICAM的結合活性也很低，因為彎曲狀構型埋藏了MIDAS。
趨化因子會刺激LFA-1的活化過程。LFA-1的活化過程起自胞內G蛋白Rap1的活化。Rap1協助解除LFA-1的α與β次單體間的束縛，導致半延伸狀態。這個構型改變會刺激蛋白質聚集並組成一活化複合體，這個活化複合體會再鬆動α與β次單體。化學趨化因子也會刺激β次單體上的類I蛋白質域，使β次單體上的MIDAS結合到α次單體上的I蛋白質域的谷氨酸。這個結合過程會使β次單體拉下I蛋白質體的7螺旋，暴露出α次單體上的MIDAS，以利結合。這會使LFA-1經歷構型改變至完整延伸狀態。這種活化LFA-1的過程被稱作｢inside-out｣傳訊，能使LFA-1藉由構型改變切換結合的親和力。

## 發現
細胞黏附因子的早期發現包含使用單株抗體來抑制細胞黏附的過程，那些會與單株抗體結合的抗原被認為是細胞辨識過程中的重要分子。這些實驗產生了一個名詞：整合黏附素，描述這些蛋白質在細胞黏附過程及細胞外基質（ECM）和細胞骨架的跨模交互作用中的整合角色。LFA-1這種白血球整合黏附素首先由Timothy Springer在1980年代於老鼠中發現。

## 白血球黏附缺乏症
白血球黏附缺乏症（LAD）是一種體染色體隱性遺傳的自體免疫疾病，起因於表面重要黏附分子（包含LFA-1）的缺失 。這種缺失會影響到白血球 ，造成無效的白血球遷移與吞噬作用。LAD的患者通常中性球的功能低落。LAD的其中一種亞型，LAD1，是起因於缺乏有β次單體的整合黏附素，包含LFA-1。LAD1的常見症狀是反覆的細菌感染、傷口癒合失敗、化膿和粒細胞增生（granulocytosis）。CD11和CD18的低表現量也是LAD1的成因，CD11位在第16對染色體上而CD18在第21對上。

## 延伸閱讀
- Janeway, Travers, Walport, Shlomchik, Immunobiology 6th ed. (2005) Garland Science:NY
- Parham, Peter, The Immune System 3rd ed. (2009) Garland Science: London and New York
- Davignon D, Martz E, Reynolds T, Kürzinger K, Springer TA. . Proceedings of the National Academy of Sciences of the United States of America. 1981-07, 78 (7): 4535–9. PMC 319826 . PMID 7027264. doi:10.1073/pnas.78.7.4535.
- Gérard A, Khan O, Beemiller P, Oswald E, Hu J, Matloubian M, Krummel MF. . Nature Immunology. 2013-04, 14 (4): 356–63. PMC 3962671 . PMID 23475183. doi:10.1038/ni.2547.